# Iessentouki
Iessentouki (en russe : Ессентуки) est une ville et une station thermale du kraï de Stavropol, en Russie. Sa population s'élevait à 113 056 habitants en 2020.

## Géographie
Iessentouki est située au pied du Caucase, dans la vallée de la rivière Podkoumok, à 18 km à l'ouest de Piatigorsk, à 134 km au sud-est de Stavropol et à 1 357 km au sud-sud-est de Moscou.

## Histoire
La ville a été créée sur l'emplacement d'un fort en 1798. Après la création en 1803 de Kislovodsk plus au sud, le lieu devint une colonie cosaque. En 1810 le docteur Friedrich Joseph Haass vanta les vertus des eaux de source de l'endroit après en avoir fait l'analyse, ce qui lança la réputation de l'endroit en tant que station thermale. En 1839 un premier établissement de bains était créé. Le vice-régent du Caucase ordonna la construction de la ville et à la fin des années 1840 l'eau du lieu était mise en bouteille et distribuée dans toute la Russie. Le nombre de curistes augmenta régulièrement : 5 000 en 1883, 13 000 en 1900 et 36 800 en 1913. Après une pause liée à la guerre civile, l'extension de la ville de cure continua : en 1925 six sanatoriums accueillaient 13 000 patients. Pendant la Seconde Guerre mondiale, la ville fut brièvement occupée par l'Allemagne nazie à la fin de 1942.
Une attaque terroriste est survenue le 5 décembre 2003 à Iessentouki : une explosion dans un train de banlieue a tué au moins 46 personnes et en a blessé plus de 170 autres.

## Galerie

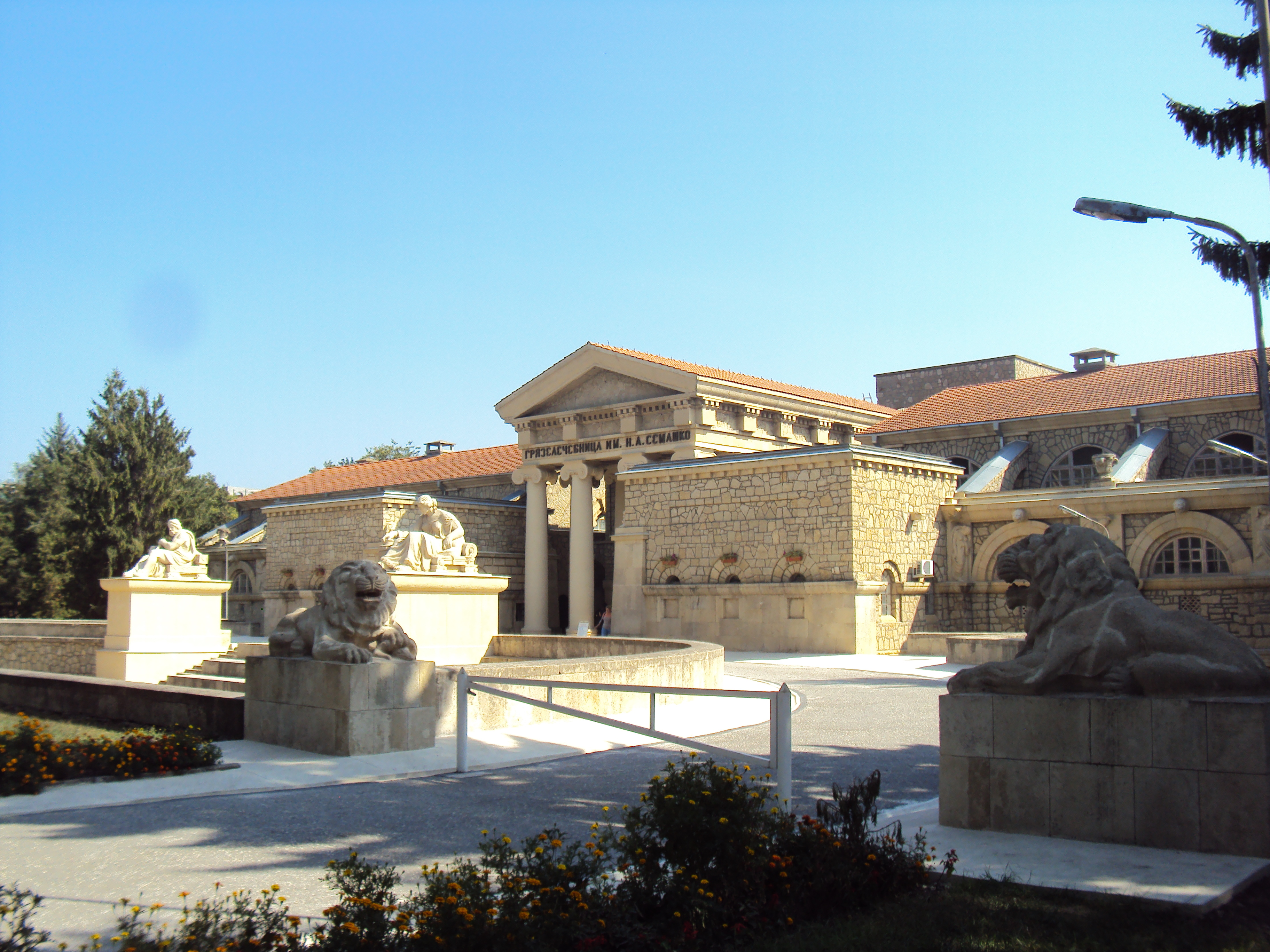
Essentouki : les bains de boue.
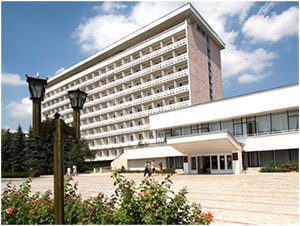
Essentouki : sanatorium Rossia.

## Population
Recensements ou estimations de la population
| 1897* | 1926*  | 1931   | 1939*  | 1959*  | 1970*  |
| ----- | ------ | ------ | ------ | ------ | ------ |
| 4 400 | 23 218 | 24 252 | 16 382 | 48 101 | 64 928 |

| 1979*  | 1989*  | 2002*  | 2010*   | 2013    | 2014    |
| ------ | ------ | ------ | ------- | ------- | ------- |
| 77 686 | 85 082 | 81 758 | 100 996 | 102 269 | 103 093 |

| 2015    | 2016    | 2017    | 2018    | 2019    | 2020    |
| ------- | ------- | ------- | ------- | ------- | ------- |
| 104 288 | 105 881 | 107 104 | 108 679 | 110 479 | 113 056 |

## Économie
Outre l'activité thermale, Iessentouki compte quelques industries agroalimentaires (conserverie, produits laitiers, brasserie, charcuterie industrielle).